# Jacobello di Bonomo
Pour les articles homonymes, voir Bonomo.
Jacobello di Bonomo (né à Venise) est un peintre italien qui fut actif dans la deuxième partie du Trecento (XIVe siècle italien) entre  1370 et 1385.

## Biographie
Les œuvres de la phase de jeunesse de l'artiste des alentours des années 1370, ont été pendant un temps regroupées sous le nom du « Maestro di Arquà » : Il s'agit surtout de polyptyques de l'Oratorio della Santissima Trinità à Arquà Petrarca et au Museo Civico de Lecce. Dans ces œuvres on note l'influence, dans la couleur, de la manière de Lorenzo Veneziano et dans la sévérité des figures, celle de Paolo Veneziano.
La peinture avec sainte Ursule (1375), réalisée pour l'église San Michele à Vicence, est perdue.
De sa période mature, il reste un polyptyque conservé actuellement dans la cathédrale de Prague et des retables avec Le Couronnement de la Vierge et huit saints, conservés au Musée Czartoryski de Cracovie.
De 1385 date le polyptyque de La Vierge trônant avec l'Enfant et saints, daté et signé « MCCCLXXXV. Iachubellu de Bonomo venetus pinxit hoc opus » en l'église des Minori Conventuali de Santarcangelo di Romagna.

## Œuvres
- Sainte Ursule (1375), réalisé pour l'église San Michele à Vicence (perdu).
- Polyptyque, cathédrale de Prague,
- Le Couronnement de la Vierge et huit saints, retable, collection Czartoryski Musée Czartoryski de Cracovie.
- La Vierge trônant avec l'Enfant et saints (1385), église des Minori Conventuali, Santarcangelo di Romagna.
- Saint Augustin bénissant et saints, église de Arquà Petrarca.
- La Vierge de l'humilité et Saints, Museo provinciale Sigismondo Castromediano, Lecce.
- Deux retables avec quatre saints : Jean Baptiste, Paul, Pierre et André Musée Correr de Venise[1],[2].
- Saint Augustin entre deux frères dominicains, provenant de San Pietro in Ciel d'Oro à Pavie, maintenant à la Pinacoteca Malaspina, Pavie.
- Christ au tombeau avec un moine dominicain[3]
- Saint François d'Assise accompagné d'un saint tenant une épée[3]

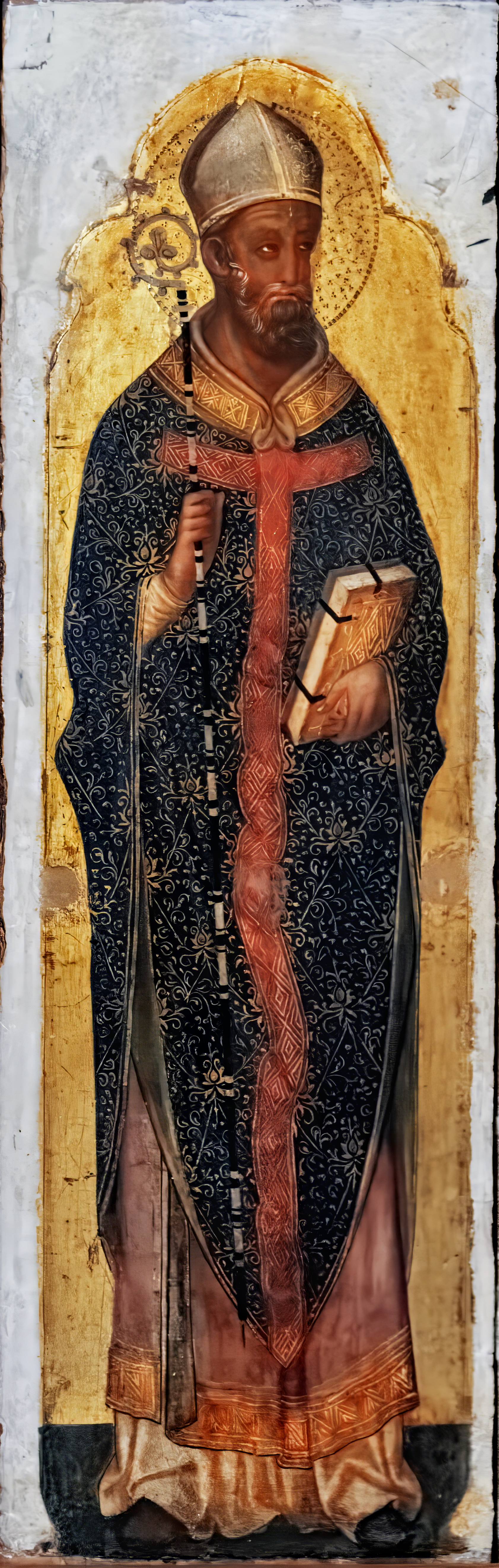
Basile l'Ancien Musée Correr de Venise.
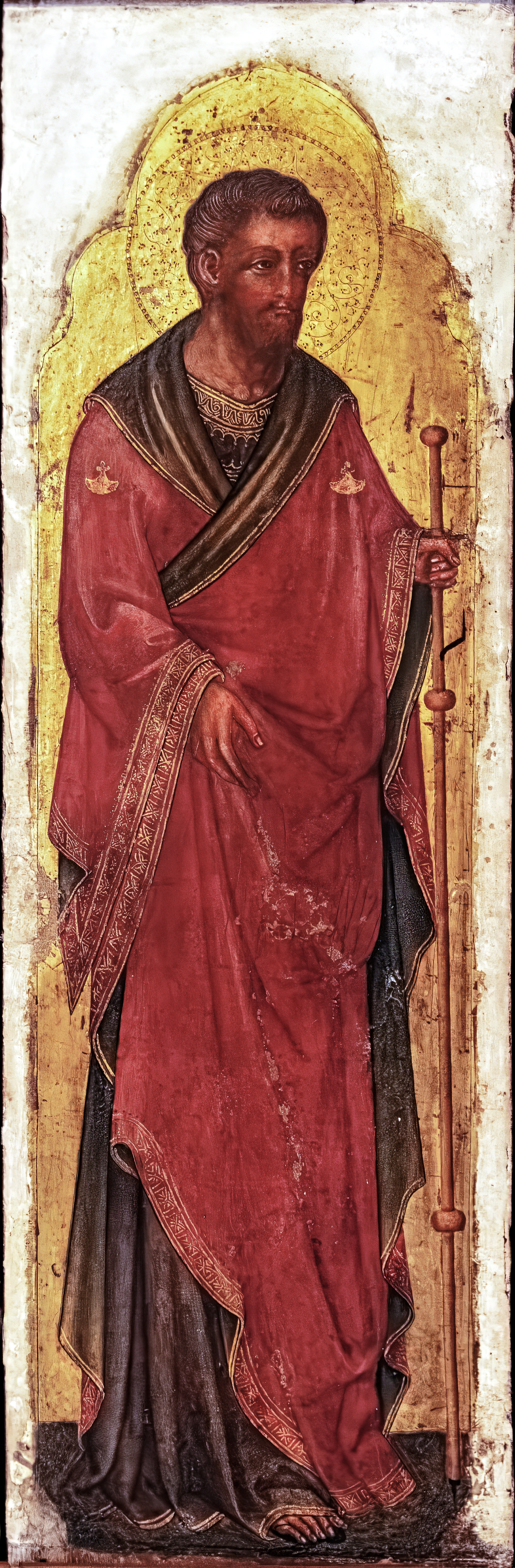
Jacques de Zébédée Musée Correr de Venise.
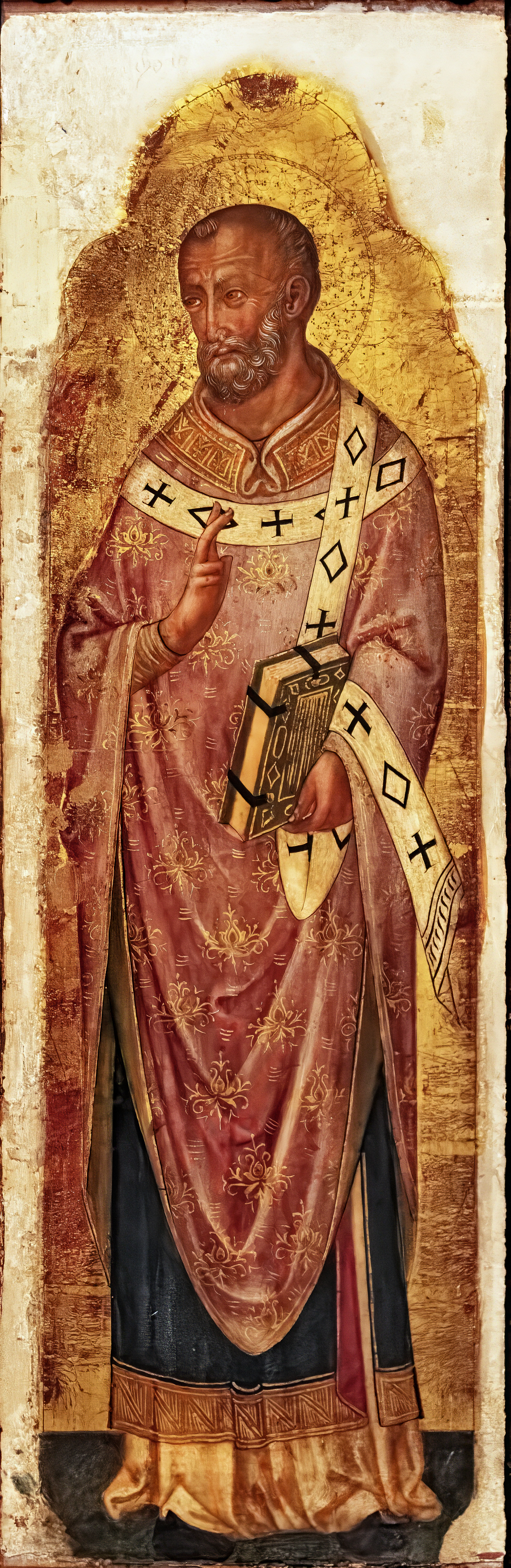
Nicolas de Myre Musée Correr de Venise.
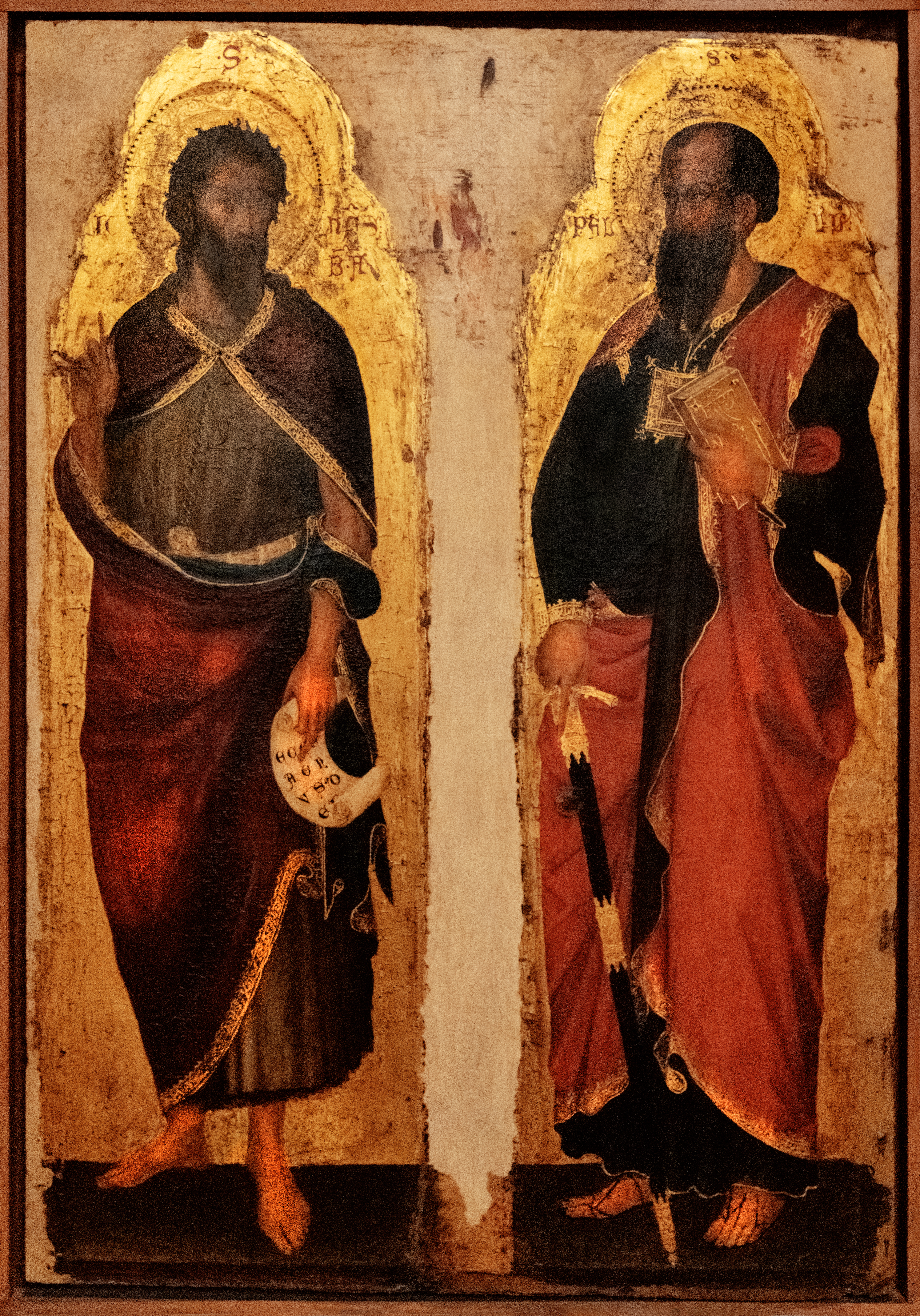
Saint Jean-Baptiste et Saint Paul Musée Correr de Venise[4].
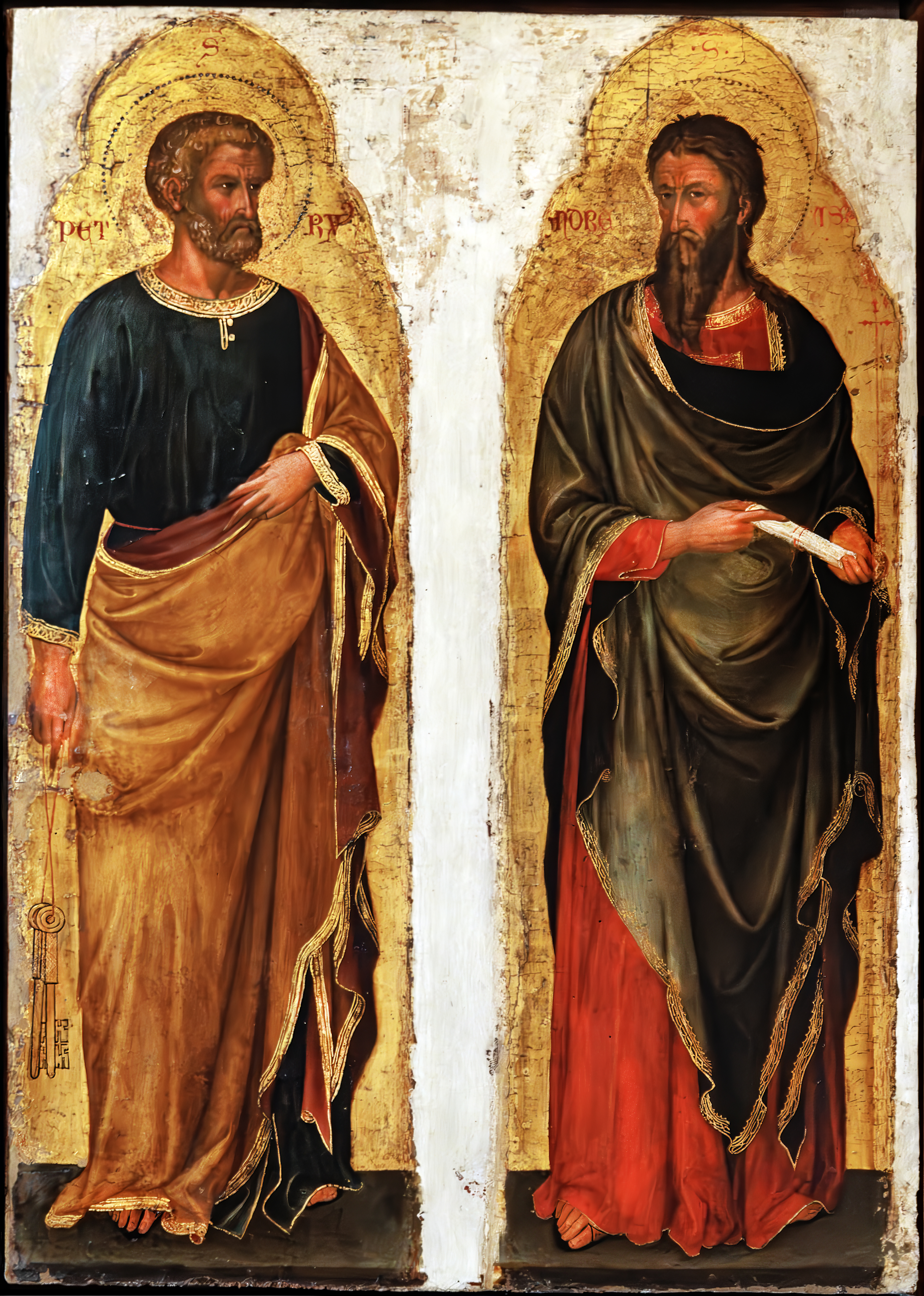
Saint Pierre et Saint André Musée Correr de Venise[5].